# بخش ول دو روز
بخش ول دو روز یکی از بخشهای کانتون نوشتل  در کشور سوئیس است.